# Homosocialité
En sociologie, l'homosocialité décrit les relations fréquentes et régulières entre membres du même sexe qui ne sont pas d'une nature romantique ou sexuelle, telles que l'amitié ou le mentorat. Par définition, elle ne suppose ni l'hétérosexualité ni l'homosexualité et se distingue de l'homoaffectivité (affections fortes entre personnes de même sexe), l'homosensualité (relations sensuelles entre personnes de même sexe mais sans érotisme, comme entre père et fils, mère et fille, camarades militaires ou entre sportifs) et l'homoérotisme (relations érotiques entre personnes de même sexe). Le contraire de l'homosocialité est l'hétérosocialité, où on préfère des relations non sexuelles avec l'autre sexe. L'homosocialité a été vulgarisée par la discussion d'Eve Sedgwick sur le désir homosocial masculin, alors qu'elle avait été définie avant par  Jean Lipman-Blumen (en) comme une préférence sociale (et non sexuelle) pour les membres de son propre sexe. Le terme s'utilise dans les débats féministes pour qualifier des aspects de la solidarité entre hommes. En plus, certains féministes reconnaissent un lien étroit entre l'homosocialité féminine, le féminisme et le désir lesbien. Les sociologues, quant à eux, se penchent sur la question controversée du rapport entre l'homosocialité et l'homosexualité.

## Homosocialité masculine selon Eve Kosofsky Sedgwick
La notion d'« homosocial » est développée par Eve Kosofsky Sedgwick dans son livre Between Men : English Literature and Male Homosocial Desire (1985), où elle explique que le mot est un néologisme communément utilisé par l’Histoire et les Sciences sociales pour « décrire les liens sociaux entre personnes du même sexe ». Le mot est aussi un oxymore, calqué sur « homosexuel » mais excluant toute pratique sexuelle. 
Sedgwick utilise le concept « désir homosocial entre hommes » (male homosocial desire) qui souligne le caractère érotique, mais pas sexuel de la relation masculine, car le mot « désir » qu’elle emploie se rapproche de la notion psychanalytique de « libido », entendue comme force sociale ou motivation plutôt que pulsion corporelle. 
Le « désir homosocial entre hommes» révèle donc ce continuum de pratiques sociales oscillant entre « homosocial » et « homosexuel ». Ainsi, elle fait référence à tout le spectre des liens sociaux masculins qu'entretiennent potentiellement, hétérosexuels et homosexuels déclarés.
Sedgwick se focalise sur les relations entre hommes puisque c’est chez ceux-ci que le spectre entre « homosocial » et « homosexuel » est le plus discontinu. En effet, pour elle, dans la société des années 80, il existe une unité et continuité dans les relations entre femmes, sur tous les domaines érotiques, sociaux, familiaux, économiques et politiques, qui n’existe pas parmi les relations sexualisées et non-sexualisées entre hommes.
C’est-à-dire, il existe une relation plus étroite, d’alliance et d’identification croisée entre lesbianisme (« women-loving-women ») et féminisme (« women-promoting-the-interest-of women »), soit ce qu’Adrienne Rich appelle « continuum lesbien », que la relation d’identification sociale affective, par exemple entre les couples gays (« men-loving-men ») et les hommes qui font la promotion d’intérêts masculins (« men-promoting-the-interest-of men », définition élémentaire de patriarcat).
Selon Sedgwick, dans les sociétés hétéronormatives modernes, le désir homosocial masculin est marqué par l’interdiction de l’homosexualité et donc, l’homophobie. La structure patriarcale se forme sur le postulat de                       « l’obligation de l’hétérosexualité » dont l’homophobie est nécessaire.
En effet, car la solidarité entre les hommes au sein du patriarcat génère et exige certains liens masculins intenses qui ne se distinguent pas facilement des liens homosexuels les plus réprouvés. Sedgwick estime qu'un état de panique homosexuelle masculine endémique était la condition normale des hétérosexuels masculins à partir de la fin du XIXe siècle.
Depuis le XVIIIe siècle, en Angleterre et aux États-Unis, le continuum des relations « homosociales » masculines a été structuré par la persécution sécularisée et psychologisante de l’homophobie qui vise à réguler une population minoritaire émergente d’hommes homosexuels, mais aussi qui prétend réguler les liens homosociaux masculins de la culture publique ou hétérosexuelle, une minorité d’ « homosexuels latents » dans la population générale qui éprouvent « le sentiment d’insécurité à propos de leur masculinité».
La panique homosexuelle a pour cause que les liens affectifs qui relient les hommes entre eux se structurent sur un désir qui doit être triangulé par une femme, selon Sedgwick : « Between Men s’intéressait aux effets oppressifs que pouvait avoir sur les hommes et les femmes un système culturel dans lequel le désir entre hommes était principalement devenu intelligible en passant par des relations triangulaires comprenant une femme. »
Cet argument de Sedgwick dérive de la définition que donne Claude Levi Strauss de la culture et du mariage comme « relation d’échange entre deux groupes d’hommes où la femme figure comme objet d’échange et non comme partenaire » et de la définition d’Heidi Hartmann du patriarcat comme ensemble de « relations entre hommes qui créent une solidarité entre eux qui leur permet de dominer les femmes ». 
Pour Sedgwick, le patriarcat est donc misogyne et homophobe, en trouvant ces deux notions intimement liées. Outre que la discontinuité de relations homosociales masculines repose sur une relation complexe : « Ainsi, alors que les hommes homosexuels peuvent tirer bénéfice au sein du patriarcat misogyne en raison de leur sexe, ils sont désavantagés au sein du patriarcat homophobe en raison de leur sexualité ».
En général, la notion d’homosociabilité semble nécessaire pour toute tentative de définition de l’homosexualité, de l'hétérosexualité et du genre, soit sur le modèle essentialiste d’alliance des femmes hétérosexuelles et lesbiennes ou des alliances entre hommes homosexuels et hommes en général, dont les hommes hétérosexuels ou, à l’inverse, sur le modèle du continuum de la solidarité gays et lesbiennes ou gays et femmes hétérosexuelles ou lesbiennes et hommes hétérosexuels.